# مادة مثقبة أمامية

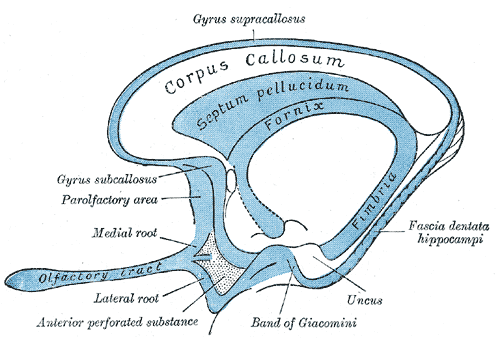
مخطط للدماغ الشمي

المادة المثقبة الأمامية (بالإنجليزية: Anterior perforated substance)‏ هي عبارة عن منطقة رباعية  غير منتظمة أمام السبيل البصري وخلف المثلث الشمي، والتي تُفصل عنه بالشق الأولي، وتتلاقي مادتها الرمادية علويا مع الجسم المخطط، وهي مثقبة من الأمام بالعديد من الأوعية الدموية الصغيرة التي تزود مناطق مجاورة لها مثل المحفظة الغائرة.